# Сливовик
Сливовик (болг. Сливовик) — село в Болгарии. Находится в Монтанской области, входит в общину Медковец. Население составляет 442 человека.

## Политическая ситуация
В местном кметстве Сливовик, в состав которого входит Сливовик, должность кмета (старосты) исполняет Анжела Иванова Ризова (Болгарская социалистическая партия (БСП)) по результатам выборов правления кметства.
Кмет (мэр) общины Медковец — Венцислав Евгениев Куткудейски (Болгарская социалистическая партия (БСП)) по результатам выборов в правление общины.